# Monna Vanna (film 1922)
Monna Vanna è un film muto del 1922 prodotto e diretto da Richard Eichberg. Nella disputa secolare tra Pisa e Firenze si inserisce l'episodio di cui è protagonista Monna Vanna che accetta di recarsi nuda, vestita solo di un mantello, nel campo dei fiorentini che assediano Pisa e che avevano promesso di ritirarsi nel caso lei avesse accettato la sfida.

## Trama
Guido Gurlino, capo dell'esercito pisano, desidera la fiorentina Maddalena Pazzi, ma lei lo respinge, innamorata di Vitelli, a capo delle armate fiorentine. Gurlino, allora, rapisce la giovanissima Giovanna e ne fa la sua sposa. Quando, durante un duello, Vitelli rimane ferito, sarà curato proprio da Giovanna che i pisani chiamano Monna Vanna e che venerano come un angelo per la sua bontà. Il fiorentino ignora che quella è la moglie del suo nemico, né si rende conto di aver suscitato in lei un grande amore. Ormai guarito, Vitelli cinge d'assedio Pisa che, ben presto, viene ridotta alla fame. Lui, allora, in segno di spregio verso l'odiato Gurlino, propone ai pisani un patto: toglierà l'assedio solo se la moglie del loro comandante si recherà nuda nel campo nemico, coperta solo di un mantello. La città accetta. Ma, quando davanti a Vitelli compare Vanna, lui prova vergogna per averla sottoposto a quell'umiliazione e fugge via con lei, riportandola a Pisa. Gurlino, geloso e furioso, vuole farlo condannare a morte ma Vitelli riesce a fuggire e conduce le armate pisane alla vittoria. Durante la battaglia, Gurlino muore, lasciando libera Monna Vanna.

## Produzione
Il film fu prodotto dalla Bavaria Film, Fox Film Corporation e Münchner Lichtspielkunst AG (Emelka). Benché la storia fosse ambientata in Toscana, il film fu girato interamente in Germania; per gli interni si usarono gli studi Jofa-Atelier di Johannisthal a Berlino e quelli bavaresi dell'Emelka-Atelier a Geiselgasteig, mentre per le riprese in esterno furono utilizzate località della Baviera come Etzenhausen a Dachau.

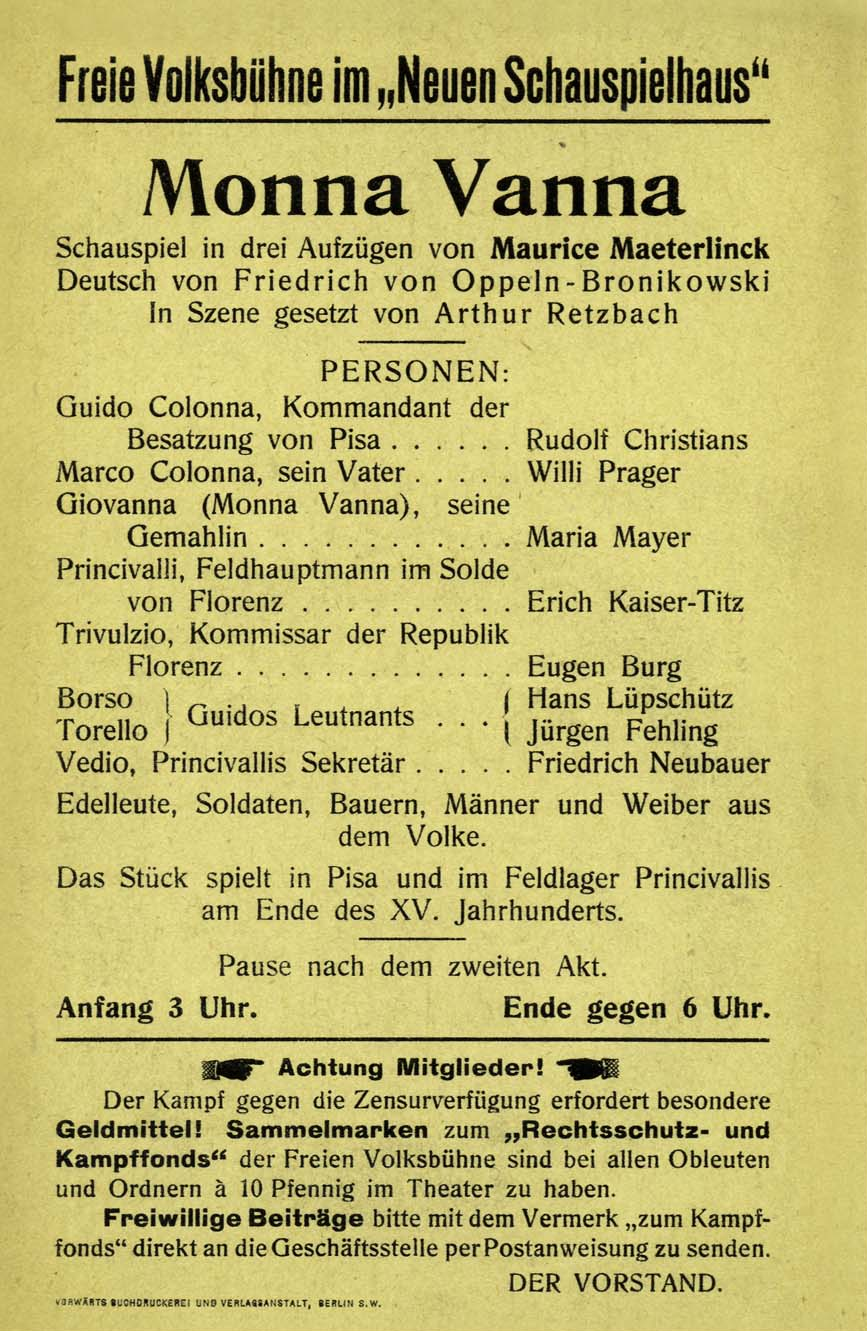
Locandina dello spettacolo (Berlino, dicembre 1910

La produzione si avvalse della consulenza storica di due studiosi, W. Bühlmann e Karl Heinz Schuster.
Ambientato a Pisa e ispirato a una storia di Niccolò Machiavelli, il soggetto del film prende spunto dal lavoro teatrale del 1902 di Maurice Maeterlinck, un dramma di successo che fu rappresentato in diversi paesi. In Germania, conobbe un adattamento di Friderich von Oppeln-Bronikowski. Fu messo in scena anche a Broadway nella traduzione di John Severance, debuttando il 23 ottobre 1905 al Manhattan Theatre interpretato da Bertha Kalich (Monna Vanna) e Henry Kolker (Guido).

## Distribuzione
In Germania, il film venne presentato in prima a Lipsia all'UT-Lichtspiele il 20 dicembre 1922. Il giorno dopo, fu proiettato al Marmorhaus di Berlino.
La Fox Film Corporation lo proiettò in prima a New York il 24 settembre 1923. Nello stesso anno, il film uscì anche sul mercato turco e in Finlandia il 9 dicembre 1923. In Francia, fu distribuito dalla Gaumont il 18 aprile 1924, in Giappone il 26 febbraio 1925 e in Portogallo il 16 marzo 1925, conservando sempre il titolo originale Monna Vanna.